# Mesoligia kutchilou
Mesoligia kutchilou là một loài bướm đêm trong họ Noctuidae.